# Polyptychodon
Polyptychodon (z gr. polys „wiele” + ptykhos „krawędź” + odon „ząb” – rodzaj drapieżnego pliozaura żyjącego na początku późnej kredy (cenoman-turon, około 99,5–90 milionów lat temu). Nazwa zwierzęcia łączy się z faktem, że na powierzchni stożkowatych zębów występowały pionowe krawędzie szkliwa.
Polyptychodon był dużym pliozaurem, dochodzącym do 10–11 metrów długości ciała. Długość czaszki szacuje się na 170 centymetrów, a żuchwy na 195 centymetrów.

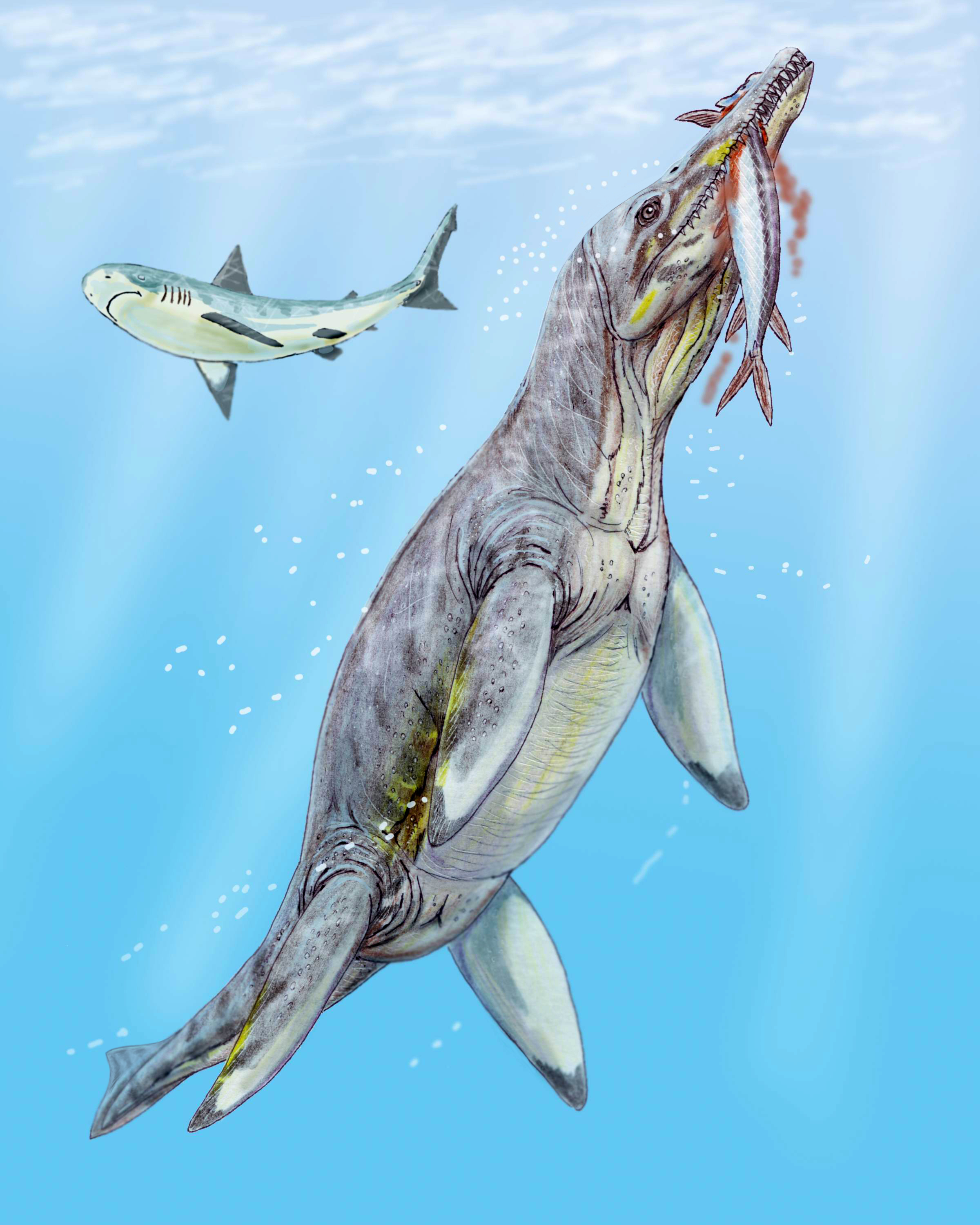
Polujący Polyptychodon

Jeszcze do niedawna zwierzę było znane prawie wyłącznie ze swoich zębów. Richard Owen nie mógł ich przypisać żadnemu konkretnemu zwierzęciu, próbując nawet uznać je za należące do kopalnego krokodyla. Dopiero w roku 1851 wydzielił nowy rodzaj Polyptychodon i opisał dwa gatunki z terenów Anglii: Polyptychodon continuus (nazwa nawiązuje do krawędzi szkliwa zębów biegnącego aż po korzeń) oraz Polyptychodon interruptus (ponieważ krawędzie szkliwa kończą się gwałtownie na pewnej wysokości zęba). Owen opisał także kilka fragmentów żuchw drugiego z wymienionych wyżej gatunków.
Welles i Slaughter opisali w 1963 roku nowy gatunek z Teksasu. Nadali mu nazwę P. hudsoni. Był o jedną trzecią mniejszy od okazów angielskich i w przeciwieństwie do nich nie posiadał kostnej krawędzi wzdłuż czaszki.
Z Argentyny znane są zęby przypisywane do gatunku P. patagonicus. Szczątki innego gatunku zaliczanego do rodzaju Polyptychon znaleziono także w Rosji.
Polyptychodon jest interesującym pliozaurem ze względu na czas swojego występowania. Uważa się go za późnego przedstawiciela odnogi pliozaurów o stożkowatych zębach, występujących licznie pod koniec jury i na początku kredy.